# Misha Miller

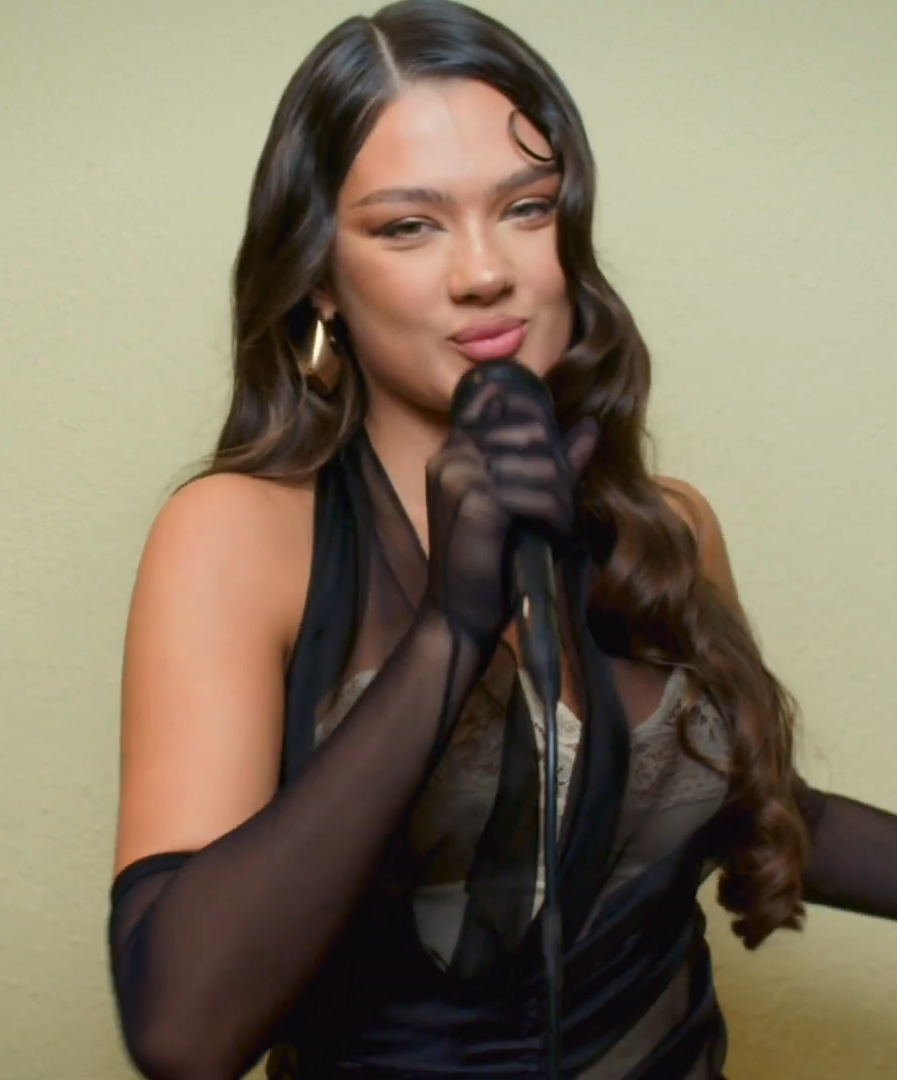
Misha Miller (2024)

Misha Miller (bürgerlich: Mihaela Marina Arsene, * 13. November 1995 in Chișinău) ist eine moldauische Popsängerin und Songwriterin.

## Karriere
Arsene wuchs in Chișinău auf und zeigte bereits in jungen Jahren großes Interesse an Musik. Nach ihrem Schulabschluss zog sie 2015 nach Rumänien und studierte an der Universität Alexandru Ioan Cuza Iași. Dort erwarb sie Abschlüsse in Politikwissenschaft und in Bankwesen. Obwohl sie zunächst eine Karriere als Journalistin anstrebte, schloss sie schließlich sich dem Musikprojekt United by Dreams an. 2017 arbeitete Misha mit Manuel Riva und Alex Parker zusammen und erreichte erste Charterfolge mit den Songs Sacred Touch und Fix Your Heart. 2018 war Arsene Leadsängerin von Wild Fire, einem Projekt der Produzenten DJ Sava und Vanotek. Im Juni 2019 arbeitete sie erneut mit Manuel Riva für die Single What Mama Said zusammen, die auf You-Tube über 29 Millionen Aufrufe erreichte. Arsene belegte den 19. Platz in den wöchentlichen Billboard Dance Club Songs Charts. 2020 nahmen Arsene und Sasha Lopez und dem Song Smoke Me am INFEvision Video Contest für die Republik Molau teil. Mit ihrem Song Mahala hat sie bereits über 9,5 Millionen Aufrufe auf YouTube überschritten und 3,8 Millionen Streams auf Spotify erreicht. Der Song ist in die Heavy Rotation bei mehreren nationalen Radiosendern sowie in die Shazam-Charts eingestiegen (Rang 1 in der Ukraine, Rumänien und Litauen und Rang 3 in Tschechien) und gehört zu den Top 10 von Media Forest. Sie hat landesweite Auftritte, u. a. in TV- und Live-Radiosendungen, so z. B. des rumänischen Sender Radio ZU. 2023 sang sie während der Radio România Gala und 2024 vor Passagieren eines Linienflugs von Bukarest nach Timișoara. Ihr Musikstil kennzeichnet sich durch eine Mischung aus Pop, Dance und elektronischer Musik. Arsene ist bei Roton Music unter Vertrag. Sie spricht Rumänisch, Englisch, Spanisch, Russisch und Französisch. Arsene ist liiert, lebt und arbeitet in Bukarest.

## Auszeichnungen
- 2023: Health, Beauty & Lifestyle Award: Best New Artist[11]

## Diskografie

### EPs
- 2020: Marcus Santoro – A New Day
- 2022: Timmo Hendriks ft. Misha Miller – Heroes for One Day

### Singles
- 2017: Sacred Touch (mit Manuel Riva)
- 2017: Fix Your Heart (mit Alex Parker)
- 2018: Wild Fire
- 2018: Insane
- 2019: What Mama Said (mit Manuel Riva)
- 2020: Smoke Me (mit Sasha Lopez)
- 2021: Fly Me to the Moon (mit Jade Shadi, Capablanca & Electric Chapel)
- 2021: Up All Night (mit Christian Eberhard)
- 2022: Mahala
- 2023: Un minut
- 2024: Mamma Mia (mit The Limba, Andro & Dyce)
- 2024: Ciuleandra (mit Boehm)
- 2024: Rakata
- 2025: Bam bam (mit Alex Velea)